# 熱羅姆·拉朗德
約瑟夫·熱羅姆·勒弗朗索瓦·德·拉朗德（法語：Joseph Jérôme Lefrançois de Lalande，法語發音：[ʒozɛf ʒeʁom ləfʁɑ̃swa də lalɑ̃d]，1732年7月11日—1807年4月4日）是一位法国天文学家，共濟會會員，和作家。拉朗德是天王星名字（Uranus）命名的参与者。

## 生平

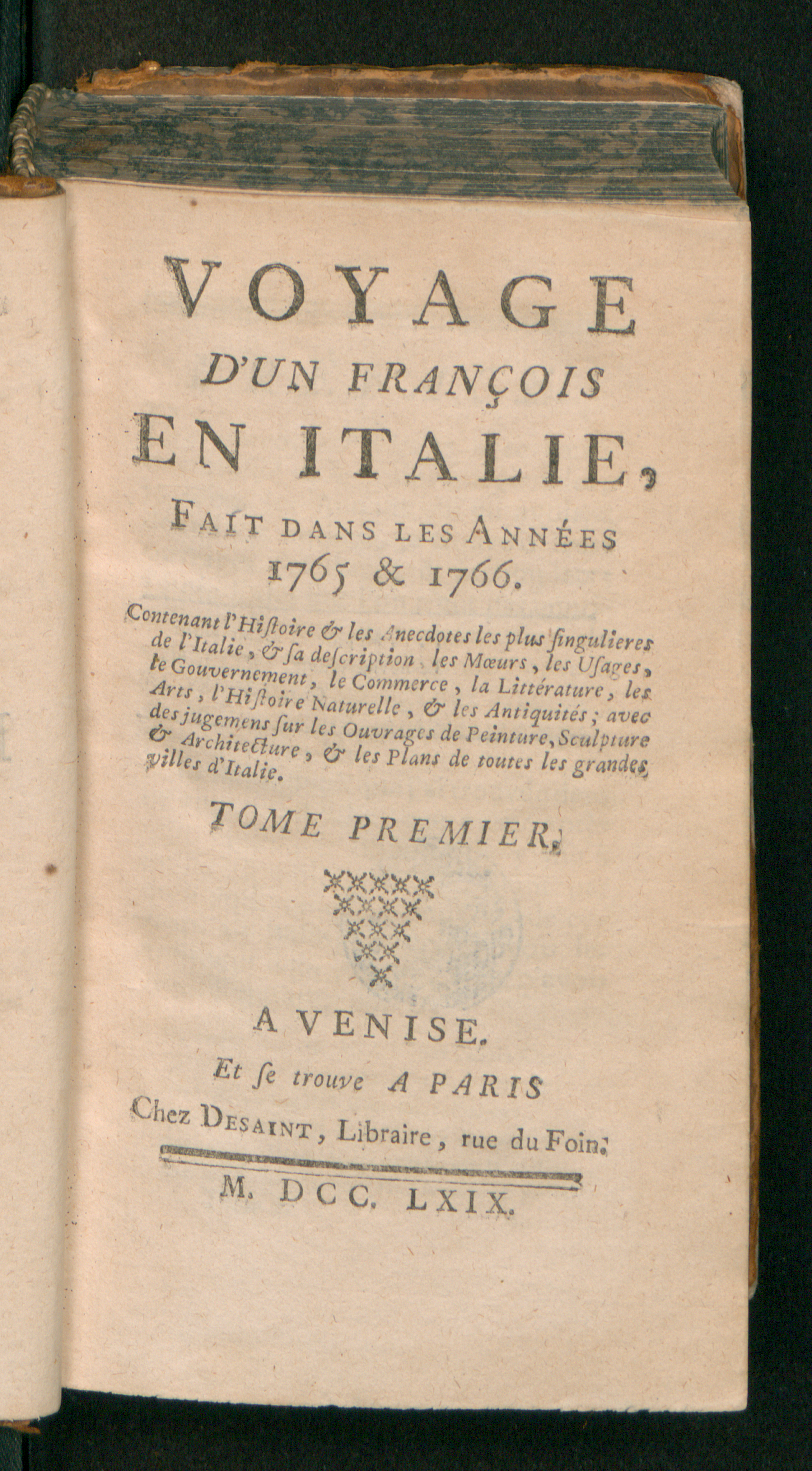
Voyage d'un françois en Italie, fait dans les années 1765 et 1766. Tome premier, 1769

拉朗德早年在巴黎学习法律，因为他在巴黎居住的的地方附近有一个由法国天文学家约瑟夫-尼古拉·德利尔所建造的天文台，所以他开始对天文学产生了兴趣，并且成为德利尔与勒莫尼耶两人的得意门徒。
正当拉朗德完成了法律的学业准备回到家乡布雷斯地区布尔格当律师时，勒莫尼耶得到了许可派他去柏林去参加测定月球的地平视差的工作。最终拉朗德和尼古拉·路易·拉卡伊在柏林和好望角进行联测，测定了地球到月球之间的距离。

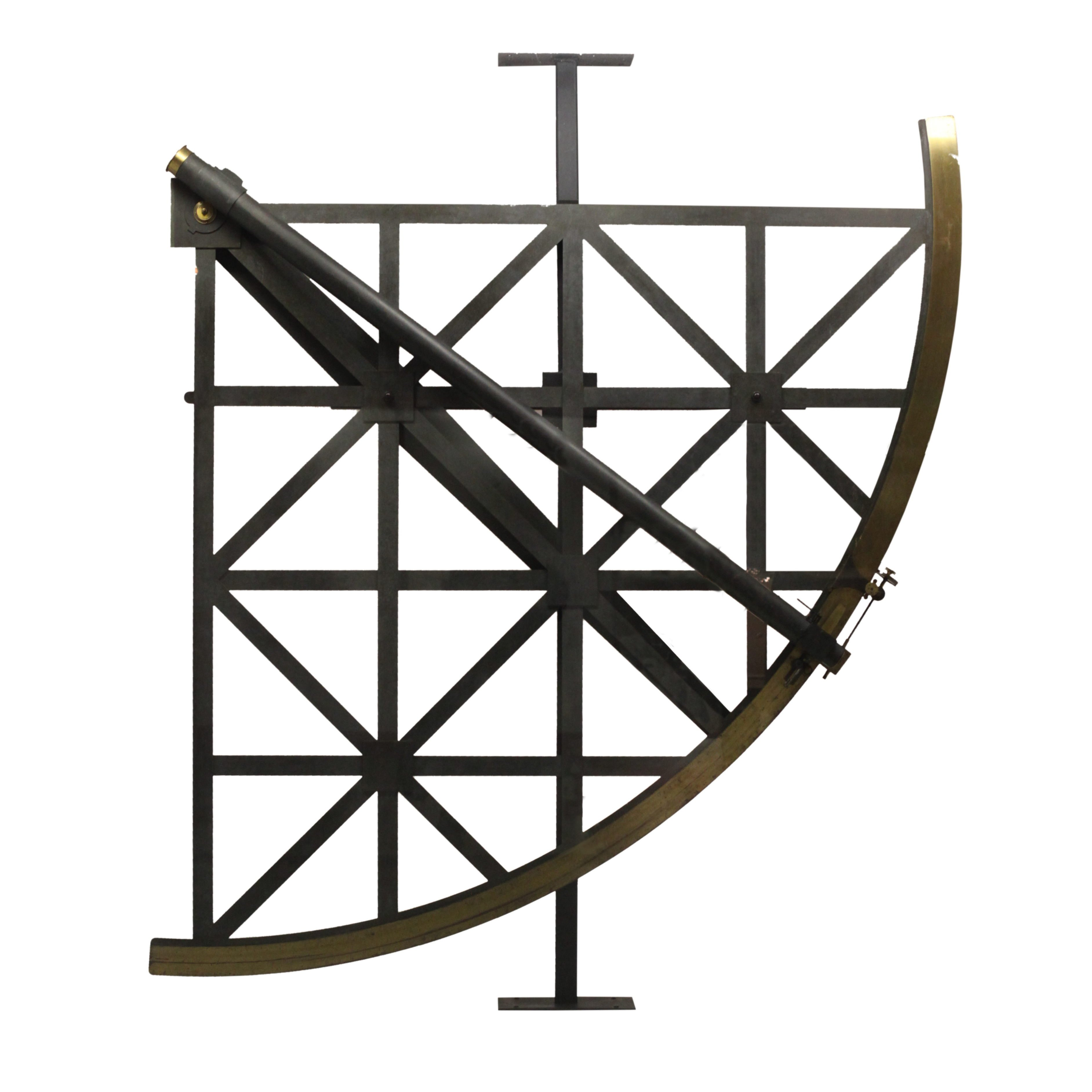
喬納森·西森 (Jonathan Sisson) 繪製的四分之一圓，熱羅姆·拉朗德(Jérôme de Lalande) 於1751年使用它來測量地球和月球之間的距離。

拉朗德是历史上首次用三角测量的方法量测地月间的距离。这次成功使他年仅21岁就进入柏林的科学院。1753年入选法国科学院。1792年入选法兰西公学院。
他現在致力於行星理論的改進，於1759年出版了愛德蒙·哈雷表格的修正版，其中包括哈雷彗星的歷史，他在那一年幫助亚历克西·克洛德·克莱罗和妮科尔-雷娜·勒波特計算了哈雷彗星的回歸。
1762年，德利尔辭去了法蘭西學院天文學系主任的職務，青睞拉朗德。 拉朗德履行了這項職責四十六年。 他的房子變成了一所天文神學院，他的學生包括德朗布尔、朱塞佩·皮亞齊、皮埃尔·梅尚、和他自己的侄子米歇爾·拉朗德（Michel Lalande）。 憑藉與1769年金星凌日有關的出版物，他贏得了巨大的聲譽。 然而，他難搞的性格讓他失去了一些人氣。
1766年，拉朗德與愛爾維修在巴黎創立了「Les Sciences」會所，並於1772年獲得法兰西大东方社的認可。 1776年，他更名為九姐妹(Les Neuf Soeurs)，並安排本傑明·富蘭克林被選為第一位崇拜的大師。
拉朗德是一位無神論者， 並編寫了一本無神論者字典及其補充內容，並在死後出版。
他從未結婚。 據信他有一個私生女玛丽-让娜·德·拉朗德，他培訓她數學，以便她可以幫助他完成工作； 根據最近的研究，她不是他的女兒。

## 另見
- Mémoires de l'Institut, VIII (1807) (JBJ Delambre)
- J-B Delambre: Histoire de l'astronomie au XVIIIe siècle, p. 547
- Magazin encyclopédique, II, 288 (1810) (Mme de Salm);
- JS Bailly, Histoire de l'astronomie moderne, t. III, (ed. 1785)
- J Mädler: Geschichte der Himmelskunde II, 141
- R Wolf, Geschichte der Astronomie
- JJ Lalande, Bibliographie astronomique p. 428
- JC Poggendorff, Biographisch-lit. Handwörterbuch
- Maximilien Marie: Histoire des sciences mathématiques et physiques IX, 35.
- 熱羅姆·拉朗德在數學譜系計畫的資料。
- Alphonse Rebière, https://books.google.com/books?id=TO6EAAAAIAAJ&pg=PA283 （页面存档备份，存于）.

## 網頁連結
- Tome premier de Traité d'astronomie, de 1764
- Abrégé de navigation (pdf) （页面存档备份，存于）
- Portrait of Jerome Lalande from the Lick Observatory Records Digital Archive, UC Santa Cruz Library's Digital Collections （页面存档备份，存于）
- Joseph Jérôme Le Français de Lalande letters to Mme. Dupiery, MSS 530 Archive.today的存檔，存档日期2016-07-23 at L. Tom Perry Special Collections （页面存档备份，存于）, Brigham Young University
- Letters from baron de Franz Xaver von Zach to Joseph Jérôme Lefrançois de Lalande （页面存档备份，存于） (1792-1806) at the digital library （页面存档备份，存于）, Paris Observatory